# 苏践言
苏践言（？—690年），唐朝京兆武功人，苏世长之孙，苏良嗣的长子。
苏践言官至太常丞，被酷吏陷害，天授元年（690年）七月癸卯，与弟弟苏践忠都被弹劾处绞刑，在司刑丞徐有功奏请下，苏践言流死岭南。苏良嗣的官爵遭到追削，财产被没收。景龙元年，追赠苏良嗣为司空。苏践言子苏务玄、苏務寂、苏務昇。苏务玄袭爵温国公，开元年间，为邠王府长史。苏務寂官至梓州刺史。